# Dilophus parvus
Dilophus parvus är en tvåvingeart som beskrevs av Hardy 1982. Dilophus parvus ingår i släktet Dilophus och familjen hårmyggor. Inga underarter finns listade i Catalogue of Life.